# Frederik Jacobus Johannes Buytendijk

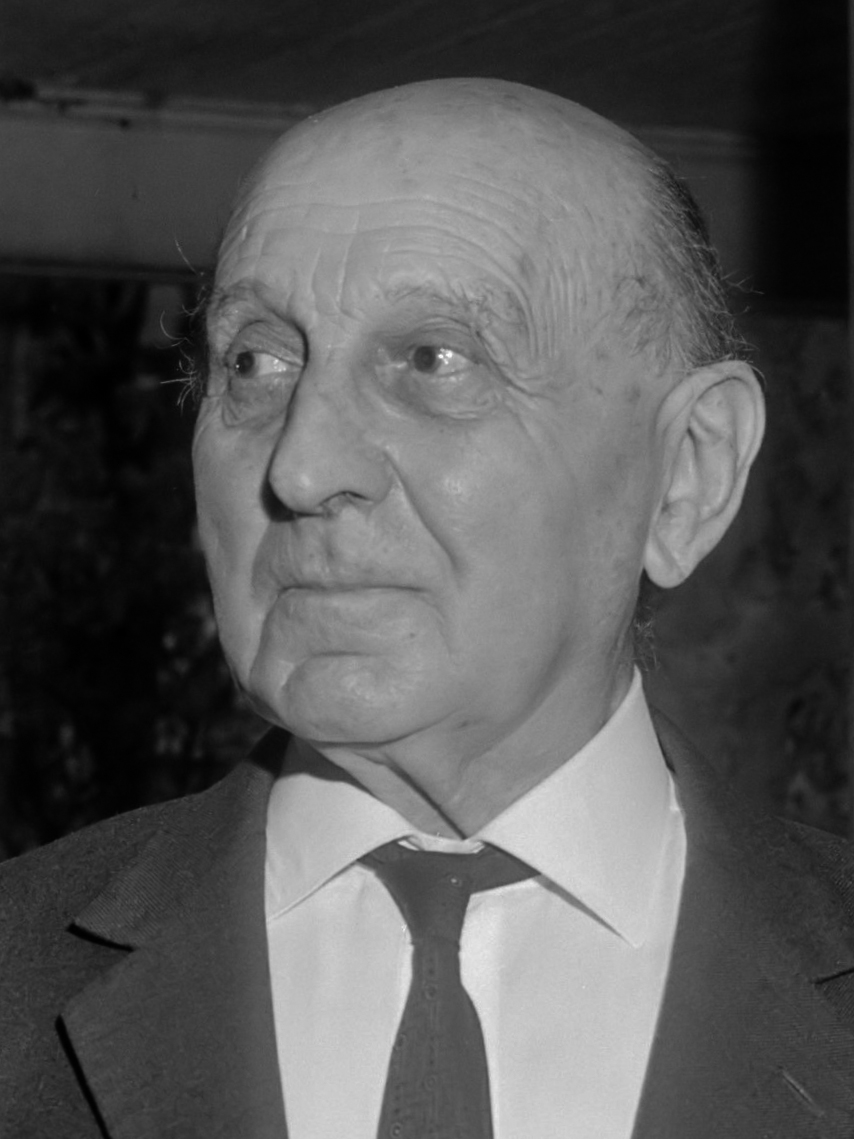
Frederik Jacobus Johannes Buytendijk (1966)

Frederik Jacobus Johannes Buytendijk [ˈbœjtəndɛjk] (* 29. April 1887 in Breda; † 21. Oktober 1974 in Nijmegen), gelegentlich auch geschrieben als F. J. J. Buijtendijk, war ein niederländischer Biologe, Anthropologe, Psychologe, Physiologe und Sportmediziner. Er gilt als einer der Begründer der psychologischen Anthropologie sowie als einer der Ahnherren der kybernetischen Anthropologie.

## Wirken
Die Stationen der Ausbildung, Forschung und Lehre Buytendijks waren die Universitäten von Amsterdam, Groningen, Utrecht, Neapel, Cambridge sowie Berlin, Gießen, Bonn, Köln und Basel. Wichtig für seinen Werdegang war der Kontakt mit Hans Driesch und besonders Max Scheler sowie dessen Schülern und dem Umfeld, in dem sich Impulse der Phänomenologie mit Fragestellungen der Philosophischen Anthropologie, der Gestalttheorie und der theoretischen Biologie und der Verhaltensforschung verbanden. Mit Helmuth Plessner war er seit 1918 befreundet; einige für beider Denken zentrale Aufsätze verfassten sie gemeinsam (siehe unten, Literatur). In den 1920er Jahren befreundete er sich ebenfalls mit Viktor von Weizsäcker und Victor-Emil von Gebsattel.
Buytendijk war seit 1925 Professor für Physiologie an der Groninger Universität. Er war maßgeblich an sportmedizinischen Forschungen beteiligt, Mitbegründer des Weltverbandes für Sportmedizin, Kongresspräsident des 1. Weltkongresses für Sportmedizin 1928 und danach Präsident der AIMS.
Während der deutschen Besatzungszeit der Niederlande im Zweiten Weltkrieg wurde Buytendijk von der Gestapo gesucht und er musste untertauchen. Nach 1946 bis zur Emeritierung 1957 war Buytendijk Professor für allgemeine Psychologie in Utrecht. Danach erhielt er eine außerordentliche Professur für theoretische und vergleichende Psychologie in Nijmegen und eine Gastprofessur für vergleichende Psychologie an der Universität Löwen.
In 1937 verließ er die reformierte Kirche in den Niederlanden und wendete sich der katholischen Kirche zu. Bis zu seinem Tod war er Vorsitzender der Katholischen Vereinigung für Geistige Volksgesundheit.

## Rezeption
Als Hauptwerk von Buijtendijk kann das Buch „Allgemeine Theorie der menschlichen Haltung und Bewegung“, welches erstmals 1956 erschien, gelten. Es fand eine durchaus breite Leserschaft in Fachkreisen. So rezensierte der Anatom Curt Elze die Arbeit durchaus wohlwollend, stellte aber auch heraus, dass ähnliche Konzepte, wie beispielsweise die Resonanztheorie von Paul Weiss oder das Reafferenzprinzip von Erich von Holst nicht ausreichend erwähnt worden seien.

## Schriften (Auswahl)
- mit Helmuth Plessner: Die Deutung des mimischen Ausdrucks. Ein Beitrag zur Lehre vom Bewußtsein des anderen Ichs. In: Philosophischer Anzeiger. 1925 (I), S. 72–126; aufgenommen in: Helmuth Plessner: Gesammelte Schriften. VII, Frankfurt am Main 1980, S. 67–129.
- Sportärztliche Untersuchungen bei den IX. Olympischen Spielen. Springer, Berlin (mit sportmedizinischen Beiträgen von H. Herxheimer, W. Kohlrausch u. a.) 1929.
- Wesen und Sinn des Spiels. Das Spielen des Menschen und der Tiere als Erscheinungsform der Lebenstriebe. Wolff, Berlin 1933.
- mit Helmuth Plessner: Die physiologische Erklärung des Verhaltens. Eine Kritik an der Theorie Pawlows. In: Acta Biotheoretica. Series A, Vol. 1, Pars III, Leiden 1935, S. 151–171; aufgenommen In: Helmuth Plessner: Gesammelte Schriften. VIII, Frankfurt am Main 1980, S. 7–32.
- Über den Schmerz. Medizin. Verlag Huber, 1948, DNB 450729974.
- mit Hans Waltmann: Begegnung der Geschlechter. Werkbund-Verlag, 1953, DNB 450729966
- Das Fussballspiel. Werkbund-Verlag, Würzburg 1953, DNB 450729990.
- Die Frau: Natur, Erscheinung, Dasein. (Übers. von Auguste Schorn). Köln 1953: Bachem [Originaltitel: De vrouw]
- Allgemeine Theorie der menschlichen Haltung und Bewegung. Springer, 1956, DNB 450729982.
- Der Geschmack. In: Wesen und Wirklichkeit des Menschen. Festschrift für Helmuth Plessner. Göttingen 1957, S. 42–57.
- Mensch und Tier. Ein Beitrag zur vergleichenden Psychologie. (= Rowohlts deutsche Enzyklopädie. Band 74). Reinbek bei Hamburg 1958.
- Das Menschliche: Weg zu seinem Verständnis. Koehler, Stuttgart 1958, DNB 450729958.
- Erziehung zur Demut. Henn, Ratingen 1962, DNB 450729907. (zuerst: Leipzig 1928).
- Prolegomena einer anthropologischen Physiologie. Otto Müller Verlag, Salzburg 1991, ISBN 3-921180-03-1 (Originaltitel: Prolegomena van een antropologische fysiologie). (Utrecht u. a. 1965; erste Auflage. der deutschen Übersetzung: Salzburg 1967).
- Psychologie des Romans. Otto Müller Verlag, Salzburg 1966.
- mit Herbert Plügge[3] und Paul Christian: Über die menschliche Bewegung als Einheit von Natur und Geist (= Beiträge zur Lehre und Forschung der Leibeserziehung. Band 14). K. Hofmann, Schorndorf bei Stuttgart 1963, DNB 450729915.